# Martin (North Kesteven)
Pour les articles homonymes, voir Martin.
Martin est une paroisse civile et un village du Lincolnshire, en Angleterre.